# قلعه اورشک

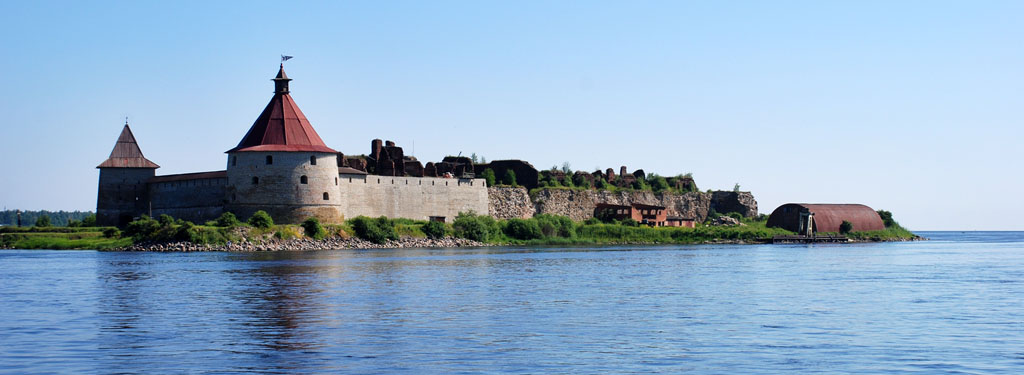
نمایی از قلعه اورشک

قلعه اورِشِک (به روسی: Крепость Орешек) یا قلعه شلیسلبورگ (به روسی: Шлиссельбургская крепость)، یکی از مجموعه استحکامات در اورشک (شلیسلبورگ) است که در سال ۱۳۲۳ بر روی جزیره اورخووی در دریاچه لادوگا، نزدیک به شهر سنت پترزبورگ روسیه ساخته شد. این قلعه محل بسیاری از درگیری‌ها بین روسیه و سوئد بوده و دست به دست بین این دو امپراتوری می‌گشت. در طول جنگ جهانی دوم به شدت آسیب دید. امروزه این قلعه بخشی از سایت میراث جهانی مرکز تاریخی سنت پترزبورگ و بناهای تاریخی آن است.
قلعه اورشک در سال ۱۳۲۳ توسط یوری مسکو با هدف حفاظت از آبراهه‌های شمال جمهوری نووگورود و دسترسی به دریای بالتیک ساخته شد. این قلعه در سال ۱۶۱۱ و در طول جنگ اینگری، پس از نه ماه محاصره به دست سوئدی‌ها تصرف شد. تزار الکسی یکم در طول جنگ دو ساله خود با امپراتوری سوئد، تلاش ناموفقی برای بازپس‌گرفتن قلعه داشت. ۴۶ سال بعد، پسر الکسی یعنی پتر کبیر در محاصره نوتنبورگ (۱۷۰۲) قلعه اورشک را از سوئدی‌ها پس گرفت و نام آن را به شلیسلبورگ (به معنی قلعه کلیدی) تغییر داد. از آن پس، شلیسلبورگ نقش نظامی خود را از دست داد و به یک زندان سیاسی مهم تبدیل شد که مشهورترین زندانی‌اش ایوان ششم بود. کسی که در نوزادی تاج و تخت را به ارث برده بود، اما تا زمان ترورش در سال ۱۷۶۴ در آنجا زندانی شد. پس از سقوط سلطنت در روسیه، این قلعه در سال ۱۹۲۸ به شعبه‌ای از موزه انقلاب اکتبر تبدیل شد؛ اما در سال ۱۹۳۹ و کمی پیش از آغاز جنگ دوم جهانی بسته شد و نمایشگاه‌ها به لنینگراد منتقل شدند. قلعه شلیسلبورگ در جریان جنگ کاملاً ویران شد؛ اما مدافعانش در برابر نیروهای آلمانی مقاوت کردند. این بنا امروزه به روی گردشگران باز است.